# 新ギリシャ・ラジオ・インターネット・テレビジョン
新ギリシャ・ラジオ・インターネット・テレビジョン（希: Νέα Ελληνική Ραδιοφωνία, Ίντερνετ και Τηλεόραση、略称：NEPIT、英語：New Hellenic Radio, Internet and Television、英語略称：NERIT）はギリシャの公共放送局。
前身のギリシャ国営放送（NRT）が政府の予算緊縮案のため廃止され、その後継組織として設立。2014年3月に試験放送開始。2014年5月4日に本放送開始した。しかし2015年アレクシス・ツィプラス首相がERT復活を議会で可決したため、同年6月NEPITは閉鎖命令により閉鎖された。